# パチンコ税構想
パチンコ税構想（パチンコぜいこうそう）とは2014年より第2次安倍内閣によって構想されている政策。これはパチンコやパチスロの換金時に徴税をするという構想である。税率は1％としたならば、このことにより2000億円の財源が生まれると試算されている。だがこれを行うということで、パチンコやパチスロなどのギャンブルは合法化する必要があるということになる。このパチンコ税構想が浮かび上がったのは、政府によって進められている法人税を引き下げるということで税収が大幅に減少するため、これを補填するためにパチンコに税金をかけることが構想されるようになったということである。